# Oratorio di San Giuseppe (Monzambano)
Appartenente alla parrocchia di san Michele Arcangelo in Monzambano, diocesi di Mantova, situato su un dosso nelle vicinanze del palazzo di Monte Oliveto, si ha notizia dell'oratorio di San Giuseppe dalla visita pastorale del 1713.
Il piccolo edificio con tetto a capanna è preceduto da un portico sostenuto da quattro colonne, ognuna delle quali è formata da tre colonnine di provenienza forse dal palazzo adiacente.
Nell'interno un altare con il paliotto decorato con motivi geometrici e il tabernacolo in marmo rosso di Verona, sul quale è posto un crocifisso in ottone.
Sulla parete di fronte, incorniciata da marmo e ornata da festoni, una tela dipinta da Giovanni Caliari nel 1843 che raffigura “Il riposo della Sacra Famiglia durante la fuga in Egitto”.
L'oratorio è di proprietà della famiglia Bompieri .